# 宗蓮寺 (岡山市)
宗蓮寺（そうれんじ）は、岡山市北区津寺にある日蓮宗の寺院。山号は都宇山。旧本山は京都石塔寺。生師法縁。

## 歴史
- 慶長5年（1600年）備中国に入国した花房助兵衛職之の庇護を受け圓立院日伊が創建した。

## 境内
- 本堂

### 文化財
- 毘沙門天立像（鎌倉時代末期－室町時代初期、岡山市指定文化財）

## 歴代
- 圓立院日伊

## 参考資料
- 『吉備の国寺社巡り』山陽新聞社（2011年）

## 周辺施設
- 造山古墳
- 高松城跡